# San Simeone Piccolo
San Simeone Piccolo eller Santi Simeone e Giuda är en kyrka uppkallad efter apostlarna Simon och Judas i Venedig. Kyrkan, som är belägen vid Canal Grande, har anor från 800-talet. Den nuvarande kyrkan uppfördes på 1700-talet efter ritningar av Giovanni Antonio Scalfarotto.

## Exteriören
På kupollanterninen står en staty som föreställer Frälsaren Jesus Kristus, utförd av Michele Fanolli. Portikens gavelfält hyser reliefen De heliga Simons och Judas martyrium, skulpterad av Francesco Penso.
Kyrkan innehas sedan 2006 av Petrusbrödraskapet.

## Bilder

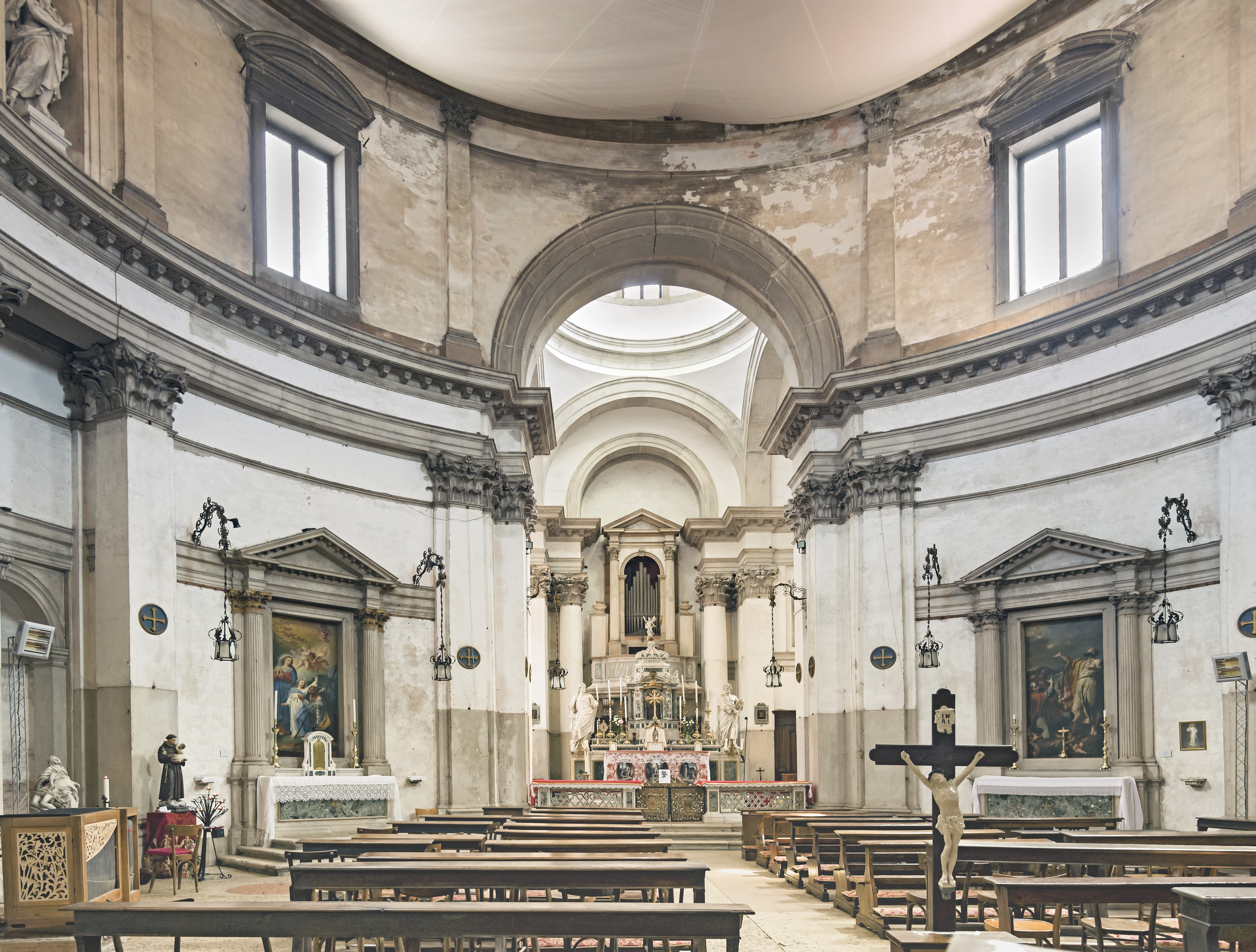
Interiören med högaltaret.